# Isigny-sur-Mer
Isigny-sur-Mer település Franciaországban, Calvados megyében. Lakosainak száma 2508 fő (2018. január 1.).

## Népesség
A település népességének változása:
| Lakosok száma | 3258 | 3175 | 3082 | 3018 | 2920 | 2798 | 2632 | 2558 | 2527 | 2508 |
|               | 1968 | 1975 | 1982 | 1990 | 1999 | 2011 | 2014 | 2015 | 2017 | 2018 |